# The Ballad of Sally Rose
The Ballad of Sally Rose es el duodécimo álbum de estudio de la cantante estadounidense Emmylou Harris, publicado por la compañía discográfica Warner Bros. Records en mayo de 1985. Supuso un cambio estilístico con respecto a toda su anterior discografía, dado que todas las canciones fueron compuestas entre ella y su marido Paul Kennerley.[cita requerida] Además, es un álbum conceptual basado en la antigua relación de Harris con Gram Parsons: el disco relata la historia de un personaje llamado Sally Rose, una cantante cuyo amor y mentor, un músico de mala vida, muere en la carretera. El álbum contó con la colaboración de 
Dolly Parton, Linda Ronstadt y Gail Davies en varias canciones. 
En una entrevista para la BBC, Harris comentó que el álbum fue un desastre comercial desde su lanzamiento, por lo que tuvo que volver a trabajar «para el dinero» nuevamente. Dos sencillos del álbum obtuvieron resultados inferiores a los habituales en su carrera, a excepción de «White Line», que llegó al puesto catorce en la lista de canciones country. The Ballad of Sally Rose fue nominado al Grammy en la categoría de mejor interpretación vocal country femenina.

## Lista de canciones
1. "The Ballad of Sally Rose" – 2:48
2. "Rhythm Guitar" – 3:18
3. "I Think I Love Him / Instrumental: You Are My Flower" (Harris / A.P. Carter) – 1:07
4. "Heart to Heart" – 2:31
5. "Woman Walk the Line" – 4:08
6. "Bad News" – 1:46
7. "Timberline" – 2:51
8. "Long Tall Sally Rose" – 1:32
9. "White Line" – 3:46
10. "Diamond in My Crown" – 2:55
11. "The Sweetheart of the Rodeo" – 3:41
12. "K-S-O-S/Instrumental Medley: Ring of Fire/Wildwood Flower/Six Days on the Road" (Harris, Kennerley; June Carter, Merle Kilgore, A.P. Carter, Earl Greene, Carl Montgomery) – 2:50
13. "Sweet Chariot" – 2:58

## Personal
- Emmylou Harris: voz, guitarra acústica y coros.
- Steve Cash: armónica.
- Barbara Cowart: coros.
- Gail Davies: coros.
- Hank DeVito: guitarras acústica y eléctrica, pedal steel guitar y dobro.
- Phillip Donelly: guitarra slide.
- Bessyl Duhon: acordeón.
- Ray Flacke: guitarra eléctrica.
- Vince Gill: guitarra eléctrica y coros.
- Emory Gordy, Jr.: guitarra acústica, bajo y orquestación.
- John Jarvis: teclados.
- Waylon Jennings: guitarra eléctrica.
- Shane Keister: teclados.
- Paul Kennerley: guitarras.
- Russ Kunkel: batería.
- Albert Lee: guitarras y mandolina.
- Larrie Londin: batería y percusión.
- Dolly Parton: coros.
- Tom Roady: percusión.
- Linda Ronstadt: coros.
- Gary Scruggs: armónica.
- Buddy Spicher: violín.
- Barry Tashian: guitarra acústica.
- Bobby Thompson: guitarra acústica y banjo.

## Posición en listas
| País           | Lista          | Posición |
| -------------- | -------------- | -------- |
| Estados Unidos | Billboard 200  | 171      |
| Estados Unidos | Country Albums | 8        |

| Sencillo        | País           | Lista           | Posición |
| --------------- | -------------- | --------------- | -------- |
| «White Line»    | Estados Unidos | Country Singles | 14       |
| «Timberline»    | Estados Unidos | Country Singles | 55       |
| «Rhythm Guitar» | Estados Unidos | Country Singles | 44       |